# تپه گاودانه خور
تپه گاودانه خور مربوط به دوره ساسانیان - سده‌های اولیه دوران‌های تاریخی پس از اسلام است و در شهرستان دالاهو، بخش مرکزی، دهستان حومه کرند، ۴۰ متری شمال روستای گاودانه خور واقع شده و این اثر در تاریخ ۶ اسفند ۱۳۸۵ با شمارهٔ ثبت ۱۷۵۵۹ به‌عنوان یکی از آثار ملی ایران به ثبت رسیده‌است.